# Oxytripia orbiculosa
Oxytripia orbiculosa is een nachtvlindersoort uit de familie van de uilen (Noctuidae).
De vlinder heeft een spanwijdte van 31 tot 59 millimeter. De vliegtijd van de vlinder is oktober in één jaarlijkse generatie.
De soort komt voor in het Palearctisch gebied, in Europa voornamelijk in het zuidoosten en in Spanje.